# Історія воєнного мистецтва
Складова частина військової історичної науки. вивчає закономірності змін у розвитку збройних сил і способів ведення війни, операції і бою, розкриває їх соціально- економічні, політичні та технічні основи, виявляє перспективи розвитку воєнного мистецтва. Але історія воєнного мистецтва вивчає не будь-які зміни у складі армії та озброєнні, а лише ті, які вагомо впливають на організацію армії і способи ведення війни, тобто вона вивчає не будь-яку армію чи війну і не кожну битву, а лише ті, з якими пов'язане виникнення нових форм боротьби. Історію воєнного мистецтва не варто зводити до переліку способів ведення війни і бою, до суми прикладів, необхідний аналіз еволюції способів боротьби, який би визначив їх новизну, перевагу над застарілим. Критерієм нового у формах боротьби є їх вплив на зміни у стратегії, оперативному мистецтві та тактиці.

## Застосування
Дає рекомендації в різноманітних галузях військового будівництва, збагачує військові кадри засобами успішного застосування статистичних, оперативних та бойових завдань з урахуванням конкретного бойового досвіду, запобігає їх від можливих помилок в управлінні військами. З урахуванням цього, має велике значення для розвитку сучасної теорії війн. У рамках загальної історії військового мистецтва розрізняють історію стратегії, оперативного мистецтва та тактики.

## Роль і місце в підготовці військових кадрів
У ряді військових наук історія воєнного мистецтва являє собою той фундамент, на якому будуються інші військові дисципліни. Не приділяючи достатньої уваги її вивченню, можна підготувати лише ремісників військової справи, не здатних до свідомої творчості та пристосування до стрімкої еволюції військової справи. Задля досягнення позитивних результатів, вивчення історії воєнного мистецтва не повинно набувати характеру військово-історичних ілюстрацій, які наочно пояснюють висновки відстороненої теорії, а само повинно бути тим ґрунтом, на якому народжуються опорні пункти військової думки.